# Хмельницький Іван Парфенович
Іван Парфенович Хмельницький (1742 — 2 січня 1794, Санкт-Петербург) — письменник і перекладач XVIII століття. Доктор філософії Кенігсберзького університету. Статський радник, обер-секретар Урядового сенату Російської імперії. Вважається нащадком одного з братів Богдана Хмельницького.